# اليسي ميرتنز
اليسي ميرتنز (بالفرنسية: Elise Mertens)‏ (مواليد 17 نوفمبر 1995 في لوفان)، هي لاعبة كرة مضرب بلجيكية تلعب باليد اليمنى وتحتل حالياً المرتبة رقم. 53 (1 مايو 2017) في تصنيف رابطة محترفات كرة المضرب. أعلى تصنيف لها في الفردي كان المركز الـ 53 في سنة 2017. أعلى تصنيف لها في الزوجي كان المركز الـ 78 في سنة 2016.

## روابط خارجية
- اليسي ميرتنز على موقع رابطة محترفات التنس (الإنجليزية)
- اليسي ميرتنز على موقع الاتحاد الدولي لكرة المضرب (الإنجليزية)
- اليسي ميرتنز على موقع كأس بيلي جين كينغ (الإنجليزية)
- اليسي ميرتنز على موقع بطولة ويمبلدون (الإنجليزية)
- اليسي ميرتنز على موقع خلاصة التنس.كوم (الإنجليزية)
- اليسي ميرتنز على موقع إي إس بي إن.كوم (الإنجليزية)
- اليسي ميرتنز على موقع اللجنة الأولمبية الدولية (الإنجليزية)
- اليسي ميرتنز على موقع أوليمبيديا (الإنجليزية)
- اليسي ميرتنز على موقع اللجنة الأولمبية البلجيكية (الهولندية)